# سونی اریکسون کا۶۱۰
سونی اریکسون کا۶۱۰ (به انگلیسی: Sony Ericsson K610i) یک مدل از گوشی‌های شرکت سونی اریکسون است که در ۶ فوریه ۲۰۰۶ و در کنفرانس جهانی GSM معرفی شد.